# Guido van Rossum
Guido van Rossum (ur. 31 stycznia 1956 w Haarlemie) – holenderski programista, twórca języka programowania Python.

## Życiorys
Urodził się w Holandii, stopień uniwersytecki otrzymał w 1982 na Uniwersytecie Amsterdamskim. Potem pracował w rozmaitych instytucjach badawczych, w tym w holenderskim National Research Institute for Mathematics and Computer Science, w Amsterdamie. Po przeniesieniu się do USA w 1995 r., zajmował się rozwojem języka ABC − pochodnej języka Simula − w National Institute of Standards and Technology (NIST), w Gaithersburgu, w stanie Maryland oraz w Corporation for National Research Initiatives (CNRI) w Reston, w stanie Virginia.
Na temat powstania Pythona van Rossum napisał w 1996:

Ponad 6 lat temu, w grudniu 1989, szukałem hobbystycznego projektu programistycznego, który zająłby mnie w tygodniu przed świętami. Moje biuro miało być zamknięte, ale miałem domowy komputer. Zdecydowałem się napisać interpreter dla nowego języka skryptowego, nad którym wtedy myślałem: pochodną ABC, która przemawiałaby do hakerów Uniksa i C. Jako roboczy tytuł wybrałem Python, będąc wielkim fanem Latającego Cyrku Monty Pythona. (Wprowadzenie do Programming Python, Mark Lutz, wyd. O'Reilly)

W 1999 van Rossum wniósł do DARPA propozycję projektu Computer Programming for Everybody, w którym dalej definiował cele Pythona:
- łatwy i intuicyjny język, ale jednocześnie równie potężny jak jego konkurenci;
- oparty na zasadzie open source, aby każdy mógł wnieść wkład do jego rozwoju;
- zrozumiały kod w języku angielskim;
- przydatność do rozmaitych codziennych celów, owocująca krótkim czasem programowania.

Wiele z tych założeń zostało już zrealizowanych. Python stał się popularnym językiem programowania, szczególnie w środowisku Internetu. We wspólnocie Pythona van Rossum pełni funkcję Benevolent Dictator for Life (BDFL), co oznacza, że nadzoruje rozwój języka, podejmując w razie konieczności ostateczne decyzje.
W grudniu 2005 Van Rossum został zatrudniony przez Google.
Od stycznia 2013 roku pracował dla firmy Dropbox.
Od listopada 2019 na emeryturze.
12 listopada 2020 ogłosił powrót do pracy, dołączając do zespołu programistycznego Microsoftu.

## Nagrody
- W 2002 na konferencji w Brukseli van Rossum otrzymał od Free Software Foundation nagrodę FSF Award for the Advancement of Free Software za 2001 rok.
- W maju 2003 otrzymał Nagrodę NLUUG[5].
- W 2019 został uhonorowany przez CWI tytułem Dijkstra Fellow.